# Diceromyia
Diceromyia is een muggengeslacht uit de familie van de steekmuggen (Culicidae).

## Soorten
- D. adersi (Edwards, 1917)
- D. bananea (Wolfs, 1958)
- D. cordellieri (Huang, 1986)
- D. coulangesi (Rodhain & Boutonnier, 1983)
- D. fascipalpis (Edwards, 1912)
- D. flavicollis (Edwards, 1928)
- D. furcifer (Edwards, 1913)
- D. grassei (Doucet, 1951)
- D. madagascarensis (van Someren, 1949)
- D. mefouensis (Ferrara, 1974)
- D. sylvatica (Brunhes, 1983)
- D. taylori (Edwards, 1936)
- D. tiptoni (Grjebine, 1953)
- D. zethus (de Meillon & Lavoipierre, 1944)